# Stefan Rehn
Pour les articles homonymes, voir Rehn.
Stefan Rehn, né le 22 septembre 1966 à Stockholm (Suède), est un footballeur suédois, qui évoluait au poste de milieu de terrain a l'IFK Göteborg et en équipe de Suède.
Rehn a marqué six buts lors de ses quarante-cinq sélections avec l'équipe de Suède entre 1988 et 1995. Il a été demi-finaliste de l'Euro 1992 et a terminé 3e de la Coupe du monde 1994 avec la Suède.

## Carrière
- 1984-1989 : Djurgårdens IF
- 1989-1990 : Everton Football Club
- 1990-1995 : IFK Göteborg
- 1995-2000 : FC Lausanne-Sport
- 2000-2002 : Djurgårdens IF

## Palmarès

### En équipe nationale
- 45 sélections et 6 buts avec l'équipe de Suède entre 1988 et 1995.

### Avec l'IFK Göteborg
- Vainqueur du Championnat de Suède de football en 1990, 1991, 1993, 1994 et 1995.
- Vainqueur de la Coupe de Suède de football en 1991.

### Avec le Lausanne Sport
- Vainqueur de la Coupe de Suisse de football en 1998, et 1999.